# Howard "Dutch" Darrin
Howard "Dutch" Darrin (1897-1982) fue un carrocero estadounidense, diseñador y estilista automotriz independiente con realizaciones en su haber como el descapotable que llevó su nombre, el Kaiser Darrin.

## Semblanza

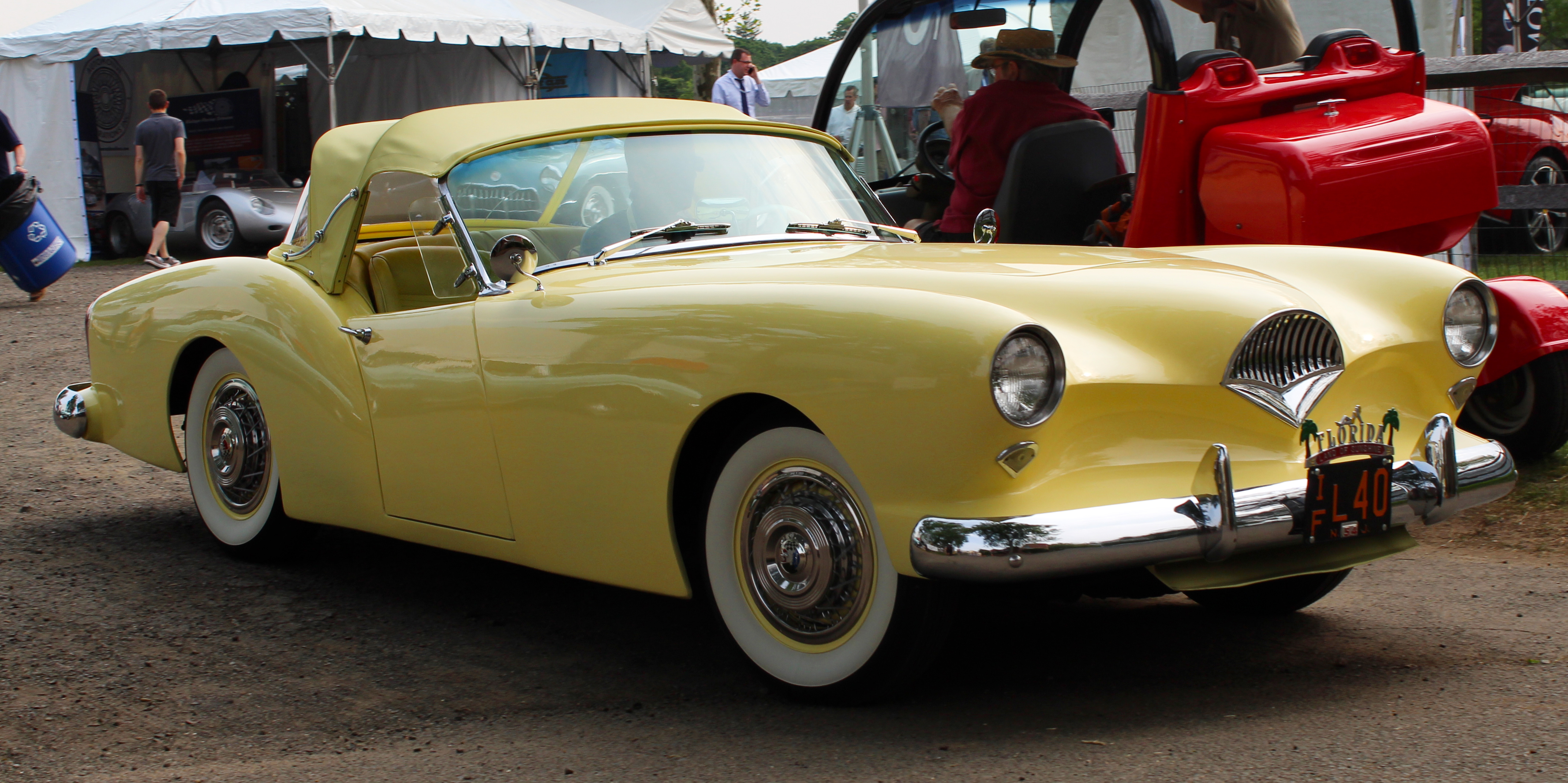
Kaiser Darrin

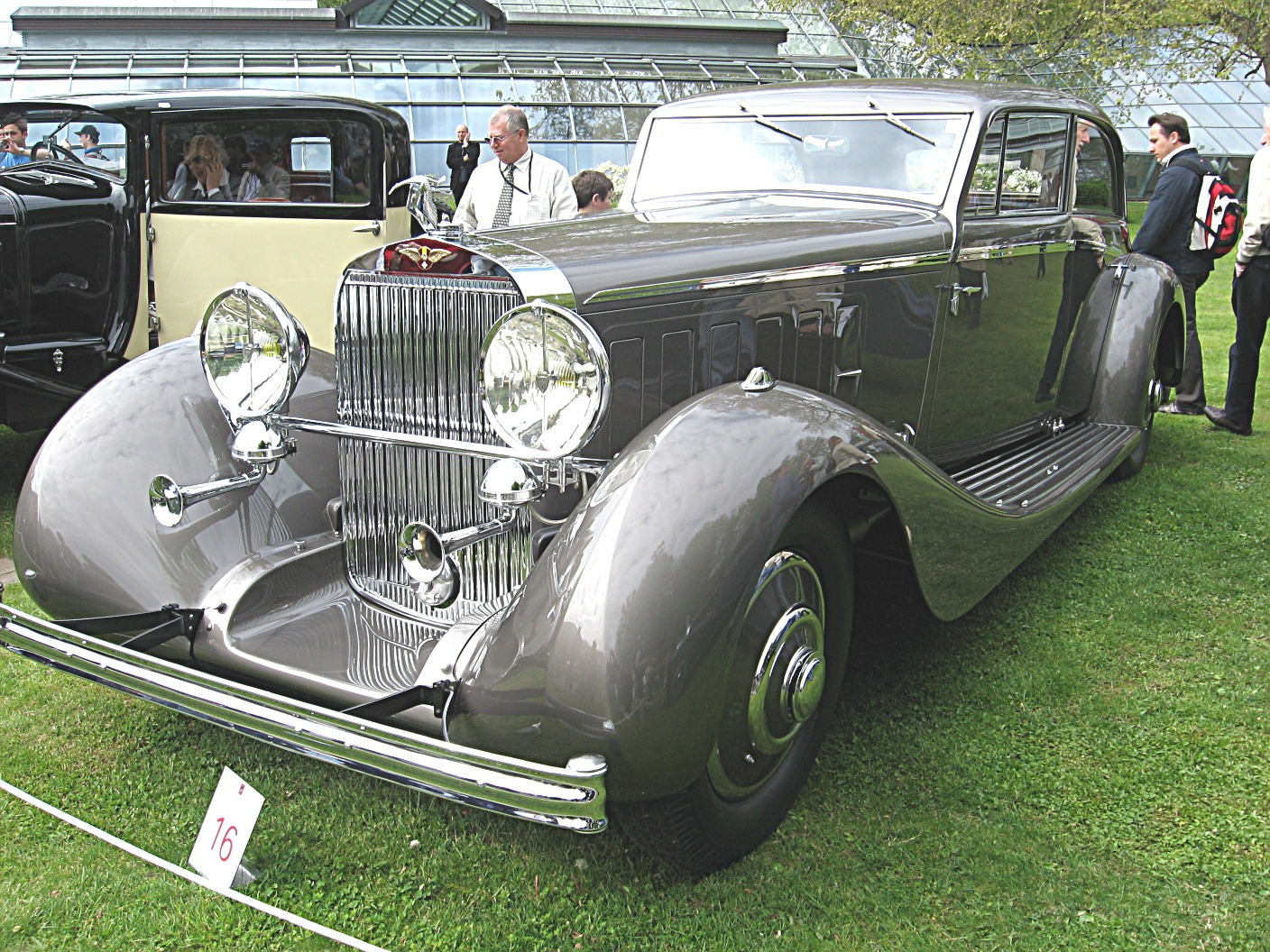
Hispano Suiza J12 carrozado por Fernández y Darrin

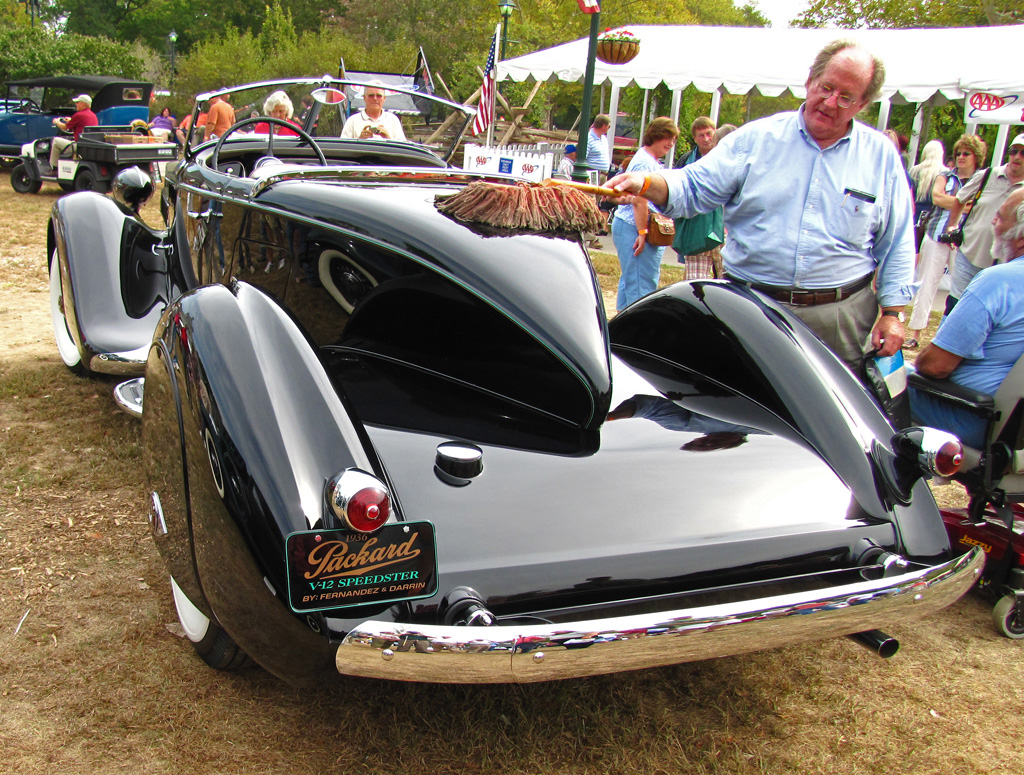
Packard V-12 Speedster de 1936

Howard Darrin nació en 1897 en Cranford, en Nueva Jersey. Desde la tierna edad de 10 años se acercó, aunque de forma indirecta, al mundo del automóvil, realizando pequeños trabajos en la sede de la revista Automobile Topics, un pequeño periódico fundado por un amigo de los padres de Darrin. Todavía a una edad muy joven, también trabajó para una empresa de automatización, la Automatic Switch Company, donde colaboró en el diseño del primer ascensor controlado por un panel de botones.
Sirvió como piloto en Francia durante los últimos años de la Primera Guerra Mundial, y después del conflicto fundó una empresa de transporte aéreo que cerró en 1921 tras un grave accidente. Más adelante se dedicaría a la compra y venta de vehículos de lujo, y adquirió dos chasis desnudos de la marca francesa Delage a Walter P. Chrysler (quien pronto estaría fundando la compañía homónima) y se dedicó a buscar ideas para carrozarlos. Este trabajo, durante el que visitó estudios de diseño y conoció a profesionales del sector, llamó la atención de un amigo suyo, quien le presentó a Thomas L. Hibbard, que quedó impresionado por el buen gusto de Darrin, y poco después ambos fueron empleados durante un tiempo como diseñadores por Brewster & Co.
Hibbard había contribuido a fundar LeBaron, y visitó Francia para supervisar la construcción de algunas carrocerías de la compañía en París. Viendo la posibilidad de establecerse por su cuenta, se puso en contacto con Darrin y ambos establecieron su propia empresa con el nombre de Hibbard & Darrin en Puteaux, cerca de París. Sus diseños se enviaban a la región de Bruselas, donde eran fabricados por el taller de carrocería Vanden Plas para cubrir los chasis de los automóviles de la marca belga Minerva.
Los negocios pronto empezaron a ir muy bien, y abrieron una sala de exposiciones en el centro de París. Además, no solo se ocuparon de los coches de Minerva, sino también de Rolls-Royce e Isotta Fraschini. En 1929 la empresa comenzó a trabajar con carrocerías hechas de alpax, una aleación de aluminio y silicio en cuyo uso Hibbard y Darrin fueron pioneros.
Sin embargo, se vieron obligados a cerrar la empresa debido a la crisis financiera de 1929, que afectó gravemente a los recursos de sus patrocinadores estadounidenses. Hibbard volvió en 1931 a los Estados Unidos para ocupar un puesto de diseño en General Motors, mientras que Darrin continuó en París y se asoció con un magnate sudamericano para fundar la empresa "Carrosserie Fernández et Darrin", dedicada a fabricación de carrocerías de lujo para clientes exclusivos, entre los que figuraba Greta Garbo, que tenía su Duesenberg J carrozado por la compañía.
Darrin regresó a los Estados Unidos en 1937, y se estableció en Hollywood, donde se dedicó a diseñar carrocerías especiales de automóviles sobre chasis de lujo para las estrellas de Hollywood. También desarrolló una asociación con Packard que finalizó con el inicio de Segunda Guerra Mundial.
El estallido de la guerra le permitió regresar a su otra gran pasión, volar, alistándose como instructor de vuelo.
Durante la posguerra retornó al diseño automotriz, colaborando con otros fabricantes de automóviles como Kaiser y Studebaker. Fruto de su relación empresarial con el magnate Henry John Kaiser fue el deportivo Kaiser Darrin, un novedoso automóvil descapotable con puertas correderas empotradas deslizantes hacia las ruedas delanteras.
Posteriormente, continuó como consultor de diversas empresas hasta su muerte en 1982.